# Meeresstille und glückliche Fahrt (Beethoven)

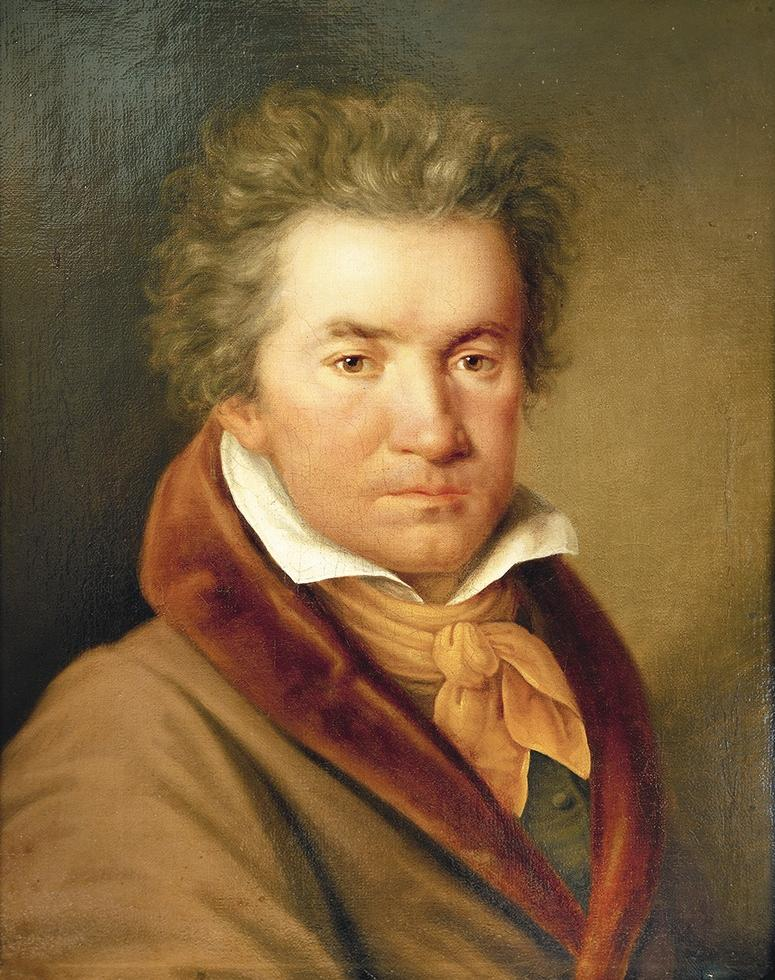
Ludwig van Beethoven, Porträt von Willibrord Joseph Mähler (um 1815)

Meeresstille und glückliche Fahrt op. 112 ist eine Komposition für gemischten Chor und Orchester von Ludwig van Beethoven.

## Beschreibung
Die Form des Werkes lässt sich kaum einer einzelnen Gattung zuordnen, entspricht aber in seiner Ästhetik des Erhabenen und der großen Besetzung mit Chor und vollem Sinfonieorchester am ehesten der einer Chor-Ode, einer Form die Ende des 18. Jahrhunderts aufkam und Impulse vor allem aus England erhielt.
Beethoven vertonte hier die Gedichte Meeresstille sowie Glückliche Fahrt von Johann Wolfgang von Goethe. Beethoven begann Ende 1814 mit der Komposition. Im Sommer 1815 war das Stück vollendet. Die Uraufführung des Werks geschah am 25. Dezember 1815 in Wien in einem Benefizkonzert für den Bürgerspitalfonds. Bei diesem Konzert erklang auch Beethovens Oratorium Christus am Ölberge.
Beethoven hatte bereits 1790 in Bonn Oden vertont (WoO 87 und WoO 88), als durch Klopstocks Oden Vertonungen dieser Gattung an Popularität gewannen. In diese Zeit fallen auch Beethovens Interesse an Goethe-Gedichten sowie erste Pläne zur Vertonung von Schillers Gedicht  An die Freude, aus der später Beethovens 9. Sinfonie werden sollte.
Beethovens Meeresstille und glückliche Fahrt wurde erst 1822 gedruckt. Beethovens Briefe an Goethe über die Vertonung der beiden Gedichte blieben von Goethe unbeantwortet. Die beiden Goethe-Gedichte dienten auch Felix Mendelssohn Bartholdy als Grundlage für seine Konzert-Ouvertüre Meeresstille und glückliche Fahrt.

## Texte
Meeres Stille:

Tiefe Stille herrscht im Wasser,

Ohne Regung ruht das Meer,

Und bekümmert sieht der Schiffer

Glatte Fläche ringsumher.

Keine Luft von keiner Seite!

Todesstille fürchterlich!

In der ungeheuern Weite

Reget keine Welle sich.
Glückliche Fahrt:

Die Nebel zerreißen,

Der Himmel ist helle,

Und Äolus löset

Das ängstliche Band.

Es säuseln die Winde,

Es rührt sich der Schiffer.

Geschwinde! Geschwinde!

Es teilt sich die Welle,

Es naht sich die Ferne;

Schon seh ich das Land!

## Zur Musik
1. Satz: Meeresstille: Sostenuto
2. Satz: Glückliche Fahrt: Allegro vivace

Der ruhige, bedächtige erste Satz beschreibt, dass „tiefe Stille“ herrscht und das Meer „ohne Regung ruht“. Diese Stimmung kippt im zweiten Satz und wird stürmischer, denn „die Nebel zerreißen“ und „der Himmel ist helle“, und schließlich „naht sich die Ferne“.